# Personaggi di Majora's Mask
Come in ogni episodio della saga di Zelda, l'interazione con i personaggi non giocanti è una caratteristica fondamentale del gioco.
Quello che segue è l'elenco dei personaggi principali di Majora's Mask.

## ??? (mano)
È una mano che alla mezzanotte di qualsiasi giorno, esce dal gabinetto dello Stock Pot Inn e chiede della carta a Link. In cambio gli dà un pezzo di cuore.
- È presente anche in Oracle of Ages e Skyward Sword

## "Alieni"
Sono dei fantasmi che (ogni anno in cui c'è il Carnival of Time) fanno irruzione nel Romani Ranch dalle 2:30 a.m. del primo giorno fino alle 5:15 dello stesso giorno; vengono con una palla di luce e cercano di arrivare al granaio per rubare le mucche (per un motivo ignoto). Se Link riesce a difendere le mucche riceverà una bottiglia di latte. Se non ci riesce, Romani (la sorellina minore di Cremia) verrà rapita insieme alle mucche e riportata al terzo giorno con la memoria cancellata. Se si rallenta il tempo, l'attacco sarà più lento, ma durerà di più.

## Anju
È la ragazza che gestisce, insieme alla madre, lo Stock Pot Inn. È molto smemorata e terribile come cuoca; si scusa sempre con tutti. È la fidanzata di Kafei, e attende impaziente il suo ritorno (dato che lui si nasconde e perché le ha promesso di andare da lei al termine del terzo giorno, per sposarla). Passa tutta la durata del primo giorno alla reception, preparando anche il pranzo per sua nonna (che però si rifiuta ostinatamente di mangiare, perché detesta il modo in cui la nipote cucina). Se nel pomeriggio dello stesso giorno, se le si parla con la maschera di Kafei, lei darà a Link un appuntamento notturno nella cucina. Durante l'appuntamento Link le promette di ritrovare Kafei e ottiene una lettera per quest'ultimo. Anche nel secondo giorno (solo se è in corso la missione secondaria tra Kafei e Anju) lei si troverà alla reception. Se no, alla reception sarà presente la madre e di conseguenza la ragazza andrà al Laundry Pool a cercare Kafei, ma egli non comparirà. Durante la notte di questo giorno Anju ha una discussione con la madre perché quest'ultima sostiene che Kafei l'abbia abbandonata e che sia fuggito con Cremia, un'amica di Anju. Nel terzo giorno fa le pulizie nella camera degli artisti di Gorman. Nella notte o rimarrà nella sua camera ad attendere Kafei oppure fuggirà al Romani Ranch con la madre e la nonna.
- Questo personaggio lo ritroviamo in Ocarina of Time e in The Minish Cap, come allevatrice di polli che chiede a Link di riprenderle i polli che le sono fuggiti (in Ocarina of Time è allergica ai polli, in Minish Cap no).

## Nonna di Anju
È la nonna di Anju. È una signora molto anziana e piuttosto rimbambita e ama raccontare le storie, e scambia sempre Link per Tortus, il padre di Anju nonché suo figlio. Racconta due storie ma son troppo lunghe e Link si addormenta ascoltandole. Se Link riesce a restare sveglio per tutta la durata delle storie (usando la All-night Mask) avrà un pezzo di cuore. Nel diario della nonna si legge che la loro famiglia si trasferirà il terzo giorno al Romani Ranch per rifugiarsi dalla Luna (Anju e Cremia sono amiche). Si può anche assistere ad un dialogo tra Anju e sua nonna, che fa di tutto per non mangiare il cibo preparato dalla nipote. Questa donna sembra aver lavorato come insegnante nella città di Clock Town, e a volte nomina il nome "Gampy", che si presume essere il nome della madre di Anju oppure, molto probabilmente, si riferisce al suo defunto marito. Non a caso la vecchia nonna viene chiamata Granny (che è una storpiatura del nome Grandma=Grandmother=Nonna), e si pensa dunque che "Gampy" stia per Grandpa, ovvero nonno.
- Questo personaggio c'è anche in Ocarina of Time, dove è la vecchia strega nel villaggio di Kakariko, che si vede solo quando Link è adulto, capace di creare la pozione blu.

## Madre di Anju
È la madre di Anju. È una signora con i capelli raccolti e la si può vedere qualche volta alla reception. Se le si parla con la maschera di Kafei, si arrabbia molto (perché Kafei è sparito e perché sostiene che tra lui e Cremia ci sia un flirt.) Questa ipotesi viene confermata dalla conversazione tra lei e la figlia Anju, che avviene alle 9:30 p.m. del secondo giorno, e che Link può origliare entrando dalla "sua" camera (può farlo solo se è in possesso della chiave che riceve parlando ad Anju il primo giorno, prima delle 4 del pomeriggio), mettendosi davanti allo squarcio che c'è nel muro.
Si sente infatti una discussione tra madre e figlia, dove la prima sostiene che Kafei sia scappato con Cremia e che l'abbia abbandonata, proprio come suo marito ha fatto con lei. Nella notte del terzo giorno, (se si è iniziato il quest'tra Kafei e Anju), sta nella casa di Romani a incolparsi di aver educato in tal modo la figlia (Anju infatti rimarrà nella sua camera ad attendere Kafei). Nel diario della nonna si legge il nome Gampy, nome che potrebbe essere quello della madre di Anju.

## Shikashi
È un uomo che gestisce l'osservatorio astronomico di Clock Town e consente ai Bombers di utilizzare il laboratorio come nascondiglio segreto. Passa le giornate a passeggiare avanti e indietro con le mani dietro la schiena.
- Il personaggio è presente anche in Ocarina of Time

## Aveil
Aveil è il capo dei pirati presenti sulla Great Bay Coast. Link non la incontra mai, la vede soltanto mentre la spia dall'alto da una finestra, mentre sta sgridando una ragazza della ciurma, perché vuole impossessarsi delle uova di Lulù e i pirati non sono ancora riusciti a rubarle agli Zora.
- Questo personaggio c'è anche in Ocarina of Time, dove è la guardia delle prigioni dove sono rinchiusi i carpentieri.

## Banchiere
È un ragazzo (non si capisce se maschio o femmina) che gestisce la banca di Clock Town; per riconoscere i clienti, segna il loro nome con uno speciale inchiostro, il che permette a Link di usare la banca anche quando è trasformato. Si muove sempre, anche se è inginocchiato. Se il numero delle Rupie che Link vi deposita (non è obbligatorio farlo) arriva a 5000, otterrà un pezzo di cuore.
- Questo personaggio lo troviamo anche in Ocarina of Time, nell'Hyrule Castle Town (quando Link è bambino) e al Kakariko Village (quando Link è adulto) e anche lì è sempre inginocchiato e dona delle rupie per ogni scarafaggio o pesce che Link gli porta.

## I Fratelli Castoro
Sono due castori che abitano sulla Grande Baia, dietro una cascata. Collezionano bottiglie, e ne daranno una a Link se li batterà nella corsa (a nuoto) tra le loro dighe.

## Grande Goron
Questo enorme Goron si trova sul Tempio di Testanevosa. Passa il tempo a soffiare, per via di una maledizione lanciatagli da Skull Kid, che lo costringe a soffiare e lo rende invisibile, provocando un fortissimo vento. Se Link gli suona la Ninna nanna Goron, il Grande Goron si addormenterà, cadendo quindi nel crepaccio. Nella primavera che viene sconfiggendo Goth, lui sta seduto in una pietra a Testanevosa, affermando di non ricordarsi nulla.
- È presente anche in Ocarina of Time

## Proprietario del Negozio di Bombe
È un ragazzo calvo che gestisce un negozio di bombe nella zona ovest di Clock Town. È il figlio della vecchietta che viene attaccata dal ladro Sakon nella mezzanotte del primo giorno.
- Il personaggio è presente anche nell'Hyrule Castle Town di Ocarina of Time e anche lì gestisce un negozio di bombe.

## I Bomber
È una società formata da sei bambini un po' birichini, di cui cinque sono sempre in giro e uno fa la guardia all'ingresso dell'Osservatorio Astronomico. Il loro scopo è quello di aiutare i cittadini. Il loro capo (quello col cappello rosso) si chiama Jim.
Se Link (ancora sotto forma di Deku Scrub) riuscirà a entrare nel gruppo (Jim gli proporrà un gioco: deve ritrovare tutti e cinque i Bombers che sono nascosti nella città, prima dell'alba del giorno successivo) riceverà un codice che dovrà dare al sesto Bombers per andare all'Osservatorio Astronomico. Se riuscirà a entrare nel clan anche in forma umana, riceverà il Bomber's Notebook, un taccuino dove vengono segnate le persone e i favori che gli si promette.
- Jim, come tutti gli altri 5 bambini, è molto simile al bambino di Ocarina of Time che giocava nel cimitero di Kakariko Village.

## Cremia
È la ragazza che si occupa della Fattoria Romani (cedutale dal padre, ora anziano), famoso per il suo latte squisito (venduto al Bar Latteo). Vive con la sorellina Romani, che parla sempre di strani "alieni", ma la ragazza non crede alle parole della piccola. Ultimamente ha dei problemi nel consegnare il latte, perché viene sempre attaccata da due delinquenti (che non sono altro che i fratelli Gorman mascherati da ninja). Se Link la aiuta a difendere il latte, gli darà la Maschera Romani (in seguito darà 200 rupie o un abbraccio). Si dice che Cremia sia innamorata di Kafei, il futuro marito della sua amica Anju, e per questo motivo né lei e né Kafei piacciono alla madre di Anju. Nonostante il fidanzamento dei due, Cremia è molto felice per loro, e non ha mai fatto nulla per ostacolarli.
- Il personaggio è la versione adulta di Malon in Ocarina of Time

## Dampei
È il becchino del cimitero d'Ikana. Passa le giornate a passeggiare nel cimitero, con un badile sulla spalla. Nella sua versione di Termina, rispetto alla versione di Hyrule, ha paura dei fantasmi: infatti, parlandogli col "Captain's Hat", una maschera, scapperà terrorizzato e si chiuderà in casa.
- È apparso anche in Ocarina of Time sempre con lo stesso nome e ruolo, ma si era anche appresa la sua morte. In questo gioco è curiosamente ritornato in vita

## Darmani III
Darmani è l'eroe dei Goron. Quando il lungo inverno è sceso sulla montagna, è partito verso il Tempio di Testanevosa per capirne le cause, ma è stato scaraventato in un dirupo da un vento formidabile (ovvero il soffio di Grande Goron), ed è morto. Dopo che Link gli suona la Melodia del Ristoro, riceverà la Maschera Goron, che lo trasformerà in Darmani. Ha un rapporto molto stretto con l'Anziano Goron (si dice che siano padre e figlio) e con suo figlio (che considera Darunia il suo mito, e che stando a quanto detto prima dovrebbe essere il fratellino di Darmani). In questa forma, Link potrà competere con i Goron e partecipare anche alle loro tradizioni (come la Goron' Racetrack) e potrà anche rotolare a velocità folle e sbloccare nuovi passaggi.
- Il personaggio è Darunia, il re dei Goron, di Ocarina of Time

## Maggiordomo Deku
È il maggiordomo del Re Deku. Quando Link riporta la Principessa Deku dal Re, il maggiordomo lo sfiderà a una corsa (molto simile a quella di Dampè in Ocarina of Time); se Link vince, avrà la Mask of Scent. Suo figlio è stato esiliato nel Lost Wood da Skull Kid quando, maledicendo Link e trasformandolo in un Deku Scrub, ha fuso la sua anima con quella di Link, trasformandolo in una strana pianta, che Link può incontrare all'inizio del gioco. Ogni volta che incontra Link, il maggiordomo si inchina sempre.

## Re Deku
Il Re dei Deku è molto impulsivo, e non esita a infliggere torture a una povera scimmietta, accusata di avere rapito la Principessa Deku, anche se non ci sono prove della sua colpevolezza.

## Principessa Deku
Figlia del Re Deku, viene rapita da Odolwa. Quando Link la trova, la riporta al palazzo dentro una bottiglia. Appena la Principessa vede la scimmia torturata, picchia il padre e gli ordina di liberarla.

## Epona
È la cavalla di Link (in realtà apparteneva a Malon di Ocarina Of Time, che l'ha regalata a Link perché lui l'ha salvata); ha il manto marrone e una criniera chiara. Viene catturata dallo Skull Kid all'inizio del gioco, per poi ricomparire misteriosamente nel Romani Ranch. Link può montare Epona solo nella sua forma umana. Per chiamarla, Link deve suonare la Canzone di Epona, ed Epona comparirà immediatamente, preceduta da un nitrito. Il nome di Epona deriva da una figura mitologica di origine gallica dal nome celtico di Epona.
- La cavalla appare anche in Ocarina of Time (solo Link adulto la può cavalcare) e in Twilight Princess.

## Evan
Suona il piano nella band Indigo-Go's, e ne è il leader. È un tipo molto orgoglioso, e invidia il talento creativo di Mikau e di Japas. Se Link (non trasformato in Mikau) gli suona la Jam Session che ha composto con Japas, otterrà un pezzo di cuore.
- Da notare che nella sua stanza, al piano suona una musichetta di The Legend of Zelda (quella del Game Over).

## Bemolle & Diesis, i Fratelli Mortaldi
Sono i due fantasmi compositori. Diesis si è dedicato a una musica malefica, e Bemolle chiede a Link di suonare a Diesis la Canzone della Tempesta per fargli sapere come stava male per colpa sua.
- Gli stessi personaggi li troviamo nel cimitero di Kakariko Village, dove erano stati sepolti vicino alla Tomba della Famiglia Reale, per lo stretto contatto tra la musica (con l'Ocarina) e la famiglia reale. I due fratelli avevano scoperto la Sun's Song, che cambiava il giorno in notte e viceversa.
- Sono ispirati da Mario e Luigi, i protagonisti della serie Mario.

## Pescatore
È il pescatore che gestisce un negozio (e ci vive anche) in riva all'oceano. Si lamenta del fatto che ultimamente l'acqua sia troppo calda e sporca per pescare. Nel suo negozio ha un cavalluccio marino, il quale chiede aiuto a Link. Il pescatore lo cederà solo in cambio di una foto di una delle donne pirata (Link deve avere una bottiglia vuota per trasportarlo).

## Collezionista di anime
È uno spirito vagante nell'Ikana Canyon, e aiuta Link ad entrarvi. Sa leggere nel cuore delle persone. Porta un mantello viola e al posto del viso ha una macchia rossa (molto probabilmente è un occhio). È il proprietario di un gioco vicino alla casa di Pamela; il gioco consiste nello sconfiggere 4 fantasmi senza perdere più di tre cuori. Se Link vince il gioco, avrà un pezzo di cuore.Lo si può ritrovare nel tempio segreto alla sorgente del fiume .Qui Link deve sconfiggere tutti i miniboss sconfitti nei templi. In cambio riceverà un frammento di cuore.
- Il personaggio lo troviamo in Ocarina of Time come venditore/acquirente di fantasmi, e si trova nella devastata Hyrule Castle Town (quando Link è adulto). Anche i 4 fantasmi che usa nel gioco si trovano in Ocarina of Time: sono le Poe Sister (Jo, Amy, Beth e Meg, chiamate come le protagoniste del romanzo Piccole donne) che infestavano il Forest Temple

## Fratelli Gorman
I fratelli Gorman sono tre in tutto: i primi due vivono nella fattoria a sinistra della Milk Way (Via del Latte), il terzo è un onesto uomo d'affari che lavora in un circo, di cui è il direttore. I due fratelli nella fattoria passano il tempo ad ostacolare in ogni modo il Romani Ranch, arrivando ad attaccare Cremia mentre trasporta il latte verso il Milk Bar. Quando Link li incontra nel loro Ranch, lo sfidano a una corsa a cavallo; se Link vince, ottiene la Garo Mask (i due fratelli la indossavano durante gli attacchi alla carrozza trasportante il latte guidata da Cremia). Il terzo fratello si affligge dopo aver scoperto che, in seguito a un discorso con Madame Aroma, il lavoro commissionatogli per il Carnival of Time è stato cancellato a causa di Lulu che ha perso la voce, così passa le notti al Milk Bar a ubriacarsi; quando Link suona la Ballad of the Wind Fish una delle prime canzoni degli Indigo-go's nonché quella che li ha resi famosi, lui gli confessa di essere entrato nel mondo dello spettacolo per via di quella canzone, all'epoca cantata dalla madre di Lulu. Per ricompensa, Link riceve la Circus Leader Mask.
- In Ocarina of Time quest'ultimo incarna Ingo, il tuttofare del Lon Lon Ranch; in The Minish Cap, stavolta col nome di Gorman è un affittuario di case. Appare anche in "Oracle of Seasons", in cui è un collezionista di vasi.

## Anziano Goron
È il patriarca dei Goron. Suo figlio è ancora un bambino (relativamente ai Goron) e pare che anche Darmani sia suo figlio; dato il suo fisico (e la sua memoria), il Goron è estremamente vecchio. Viene scongelato da Link - Darmani e insegna a quest'ultimo la ninna nanna dei Goron da suonare al figlio e al Biggoron che si trova in cima al Snowhead, in entrambi i casi per farli addormentare.

## Figlio dell'Anziano Goron
Il figlio dell'Anziano Goron non fa altro che piangere tutto il giorno, torturando i poveri Goron nella caverna. Solo con la Goron Lullaby Intro si calma. Adora Darmani, chiamandolo "Darmi". Dopo la sconfitta di Goth gestisce la Goron Racetrack (una gara di Goron che si svolge annualmente, con l'arrivo della primavera) e invita Link - Darmani a prendervi parte.
- Il personaggio assomiglia al Link-Goron di Ocarina of Time.

## Grog
È un ragazzo (ma somiglia di più a un vampiro) che alleva i pulcini nel Romani Ranch; sa che la Luna sta per cadere, e il suo unico dispiacere è di non potere vedere crescere i pulcini. Se Link lo aiuta (deve far crescere i pulcini richiamandoli tutti quanti dietro di sé suonando la marcia con l'ocarina, utilizzando la Bremen's Mask), gli darà la maschera di Bunny Hood. Con questa maschera Link potrà correre più velocemente e fare salti più lunghi
- Il personaggio è stato preso dal ragazzo-mostro che si trovava di notte a Kakariko Village (ai piedi di un albero) in Ocarina of Time.

## Guru-Guru
È un musicista che faceva parte del Circo di Gorman, e che confessa a Link di avere rubato la maschera del Capo (Bremen Mask) perché ne era invidioso. Dopo la confessione la regala a Link, dato che a lui non serve più. Lo si trova di notte al Laundry Pool e nella camera dello Stock Pot Inn durante il giorno.
- Questo personaggio è il musicista nel mulino di Kakariko Village in Ocarina of Time

## L'Allegro Venditore di Maschere
È il venditore di maschere a cui lo Skull Kid ha rubato la Maschera di Majora. È a conoscenza della storia di Majora's Mask, proveniente da un'antica tribù che, temendone il potere, la nascosero. È un uomo gentile, ma si arrabbia quando Link non gli riporta la maschera. Le sue espressioni cambiano istantaneamente, come se fossero delle maschere (sorride, si arrabbia e piange). I cinque bambini che giocano sulla Luna hanno tutti il taglio di capelli del venditore. Non si sa se il venditore vuole la maschera per sé o per evitare i danni che potrebbe causare. Da notare che sul suo zaino c'è anche la maschera di Super Mario!
- È lo stesso personaggio che Link incontra all'Happy Mask Shop a Hyrule Castle Town in Ocarina of Time; infatti il venditore dice di avere seguito Link.

## Dolcezza & Tesoro
Sono due giovani innamorati che gestiscono una sala giochi nella parte est di Clock Town. Sono sempre abbracciati e tutt'attorno ci sono dei cuoricini. Ogni giorno, propongono un tipo di gioco diverso:
- 1º giorno: Bombchu Gallery, si devono colpire dei bersagli con delle bombchu.
- 2º giorno: Bomb Basket, si devono centrare dei canestri con delle bombe e farli esplodere.
- 3º giorno: Target Shooting, si devono colpire dei bersagli con delle frecce.

Se Link riesce a vincere i loro giochi per tre giorni di fila, gli daranno un pezzo di cuore.
- Questi personaggi sono presenti nella Hyrule Castle Town (quando Link è bambino) e a Kakariko Village (quando Link è adulto) in qualunque momento della giornata in Ocarina of Time.

## Japas
È uno dei componenti della band Indigo-Go's, con il taglio di capelli tipo "figli dei fiori". Se Link suona una jam session (che trova nel diario di Mikau) con lui, e poi la fa sentire ad Evan (ma non mentre è trasformato in Mikau), il capo della band gli darà un pezzo di cuore.
- Quando Link non parla con Japas, lui suona una musica di The Legend of Zelda, quella dei dungeons.

## Aka & Ao
Sono i due giocolieri del Circo di Gorman, e passano le giornate (escluso il terzo giorno) ad esercitarsi nella zona est di Clock Town e a ridere e scherzare. Di notte giocano a carte nella stanza dello Stock Pot Inn prenotata per gli artisti di Gorman. Se la sera prima si ha ottenuto la Circus Leader Mask, sarà presente anche Gorman con i due.
- Questi due personaggi sono presenti in Ocarina of Time come ragazzi di Hyrule Castle Town (quando Link è bambino) e di Kakariko Village (quando Link è adulto) e anche li ridono e scherzano.

## Kafei
È il figlio del sindaco e futuro marito di Anju. Prima delle nozze, lui e Anju avevano costruito le maschere per la cerimonia (Sun Mask e Moon Mask). Ma, mentre sta andando al Milk Bar per incontrare i suoi amici, Kafei incontra lo Skull Kid (da lui chiamato un piccolo demonio maschio), che lo trasforma in un bambino; in più, mentre si dirige dalla Great Fairy nella parte nord di Clock Town per chiederle aiuto, il ladro Sakon gli ruba la maschera per la cerimonia. Passa i tre giorni nella casa del Laundry Pool, nella quale si vede l'interno del Curiosity Shop (dove si vendono gli oggetti rubati). Se si parla con l'astronomo con la maschera di Kafei, si viene a sapere che Kafei faceva parte dei Bombers.
Se Link lo aiuta a ritrovare la Sun Mask (seguendolo nell'Ikana Valley ed entrando nel nascondiglio segreto di Sakon), lui potrà tornare da Anju (che lo aspetta allo Stock Pot Inn, nella sua camera), ed entrambi aspetteranno insieme che cada la luna (Link riceverà la Couple Mask). Se Link ferma la Luna, Kafei sposa Anju (si vede nei titoli di coda, ma non si vede Kafei, anche se si intuisce che è della stessa altezza di Anju)
- Kafei è il primo personaggio controllabile al di fuori di Link senza l'aiuto di quest'ultimo in tutta la saga di Zelda. Quando lui e Link sono nel rifugio di Sakon, il giocatore controlla Kafei per alcuni momenti.

## Kamaro
Kamaro era un grande danzatore, ora defunto. Dalla mezzanotte all'alba di qualsiasi giorno il suo fantasma si trova fuori dalla Clock Town, su uno dei grandi "funghi" di ghiaccio ai piedi delle montagne, ballando e cantando alla Luna. Se Link gli guarisce lo spirito, riceverà la Kamaro Mask.

## Keaton
È una volpe gialla a tre code, che è visibile solo se, indossata la Keaton Mask, Link riesce a distruggere tutti gli arbusti che si muovono (ce n' è un gruppo sulla Milk Way, sulle montagne, ma solo in versione primaverile e uno nella parte nord di Clock Town). A Link pone delle domande sul gioco e gli dà un pezzo di cuore se risponde esattamente a tutte.
- In The Minish Cap ci sono dei nemici chiamati Keaton, e sono dei felini su due zampe con una cicatrice a X sulla fronte.

## Koume e Kotake
Sono due vecchissime streghe che abitano nelle paludi: Kotake ha una boutique di pozioni, Koume lavora come guida turistica. Quest'ultima viene attaccata dallo Skull Kid mentre cercava funghi nei Woods of Mystery (simili ai Lost Woods in Ocarina of Time) per sua sorella.
- Queste streghe le troviamo anche in Ocarina of Time, dove fanno le parti delle madri di Ganondorf e del Boss dello Sprit Temple, col nome di Twinrova

## Igos d'Ikana
È il re dell'Ikana Castle; il suo regno è andato in rovina, probabilmente anche per problemi interni, e ora è sceso nell'oscurità. Se Link riuscirà a portarvici luce, per ricompensa gli insegnerà la Elegy of Emptiness

## Link
Link è il protagonista di questa avventura (e di tutti gli altri episodi di Zelda). Alla fine di Ocarina of Time, gli viene ridata la sua giovinezza perduta, e ora è alla ricerca di un'amica perduta (la fatina Navi). Aggredito da due fatine e dallo Skull Kid, viene privato della sua cavalla Epona e portato in un mondo a lui sconosciuto. Dopodiché verrà trasformato in un Cespuglio Deku dallo Skull Kid e conoscerà Taya (rimasta indietro nel tentativo di fermare Link, che stava inseguendo lo Skull Kid). In queste condizioni Link raggiunge la Clock Town e dopo essere sfuggito alla prima collisione e aver recuperato l'Ocarina riesce a ritornare normale. Si può trasformare in un Goron e in uno Zora. In quest'avventura Link dovrà fare un sacco di favori a molte persone (che però, con l'inizio di un primo giorno qualsiasi si scorderanno di averlo incontrato) come difendere la Fattoria Romani e aiutare il postino a fare esercizi mentali.

## Link - Goro
È un Goron chiamato appunto Link che è sempre in viaggio. Arriva allo Stock Pot Inn verso le quattro del pomeriggio del primo giorno per prenotare una camera e se Link l'ha già prenotata in precedenza, il Goron sarà costretto a passare la notte fuori, seduto su una panchina. In questo caso, passa la notte a russare sonoramente e a prevedere il tempo del secondo giorno (parlando nel sonno)

## Lulù
È la cantante degli Indigo-Go's, ma ha temporaneamente perso la voce. Per riacquistarla, Link le deve suonare la Bossa Nova Marina, imparata proprio dai figli (nati dalle uova schiuse) di Lulù (e forse di Mikau). È una grande amica di Mikau. La sua melodica voce può risvegliare la Grande Tartaruga con un'isola sulla schiena, che porterà Link al Tempio della Grande Baia. Dopo la sconfitta di Gyorg lei e il resto della banda si esibiscono nel loro concerto e anche Link/Mikau vi prenderà parte, essendo il chitarrista.
- La ritroviamo in Ocarina of Time, come Ruto, principessa degli Zora, nella sua forma adulta.

## Madame Aroma
Madame Aroma è la moglie del sindaco Dotour nonché l'organizzatrice di tutte le feste di Clock Town. È una donna molto corpulenta e se qualcuno le vuole parlare deve prima fissare un appuntamento. Se Link le promette di ritrovare Kafei, lei gli offrirà la Kafei's Mask. La notte del terzo giorno si troverà al Milk Bar e a seconda di che cosa ha deciso di fare il giocatore (deve essere in corso il sub quest'di Kafei) o offrirà a Link una bottiglia di latte del Romani Ranch, oppure ordinerà al postino di lasciare la città.

## Venditore di Fagioli Magici
È il venditore dei Magic Beans; Link lo incontra in una grotta sotto il Palazzo Deku. Passa le giornate a mangiare i suoi magic beans.
- Il personaggio è lo stesso che c'è nello Zora River in Ocarina of Time

## Maschera di Majora
È una maschera usata da un'antica tribù per alcuni rituali; si dice che un potere malefico si impossessi di chiunque la indossi. Secondo le leggende, i danni causati da Majora's Mask furono così grandi che, per evitare una catastrofe, la nascosero per sempre. Ma ora che la tribù è scomparsa, nessuno conosce i veri poteri di questa maschera. In ogni caso la maschera ha il potere di controllare lo Skull Kid, e di attingere da lui la forza per muoversi per conto suo. Può darsi un corpo (Majora's Incarnation) e, soprattutto, ha tanto potere da contrastare la forza dei Quattro Giganti.
Spesso si vede lo Skull Kid/Majora's Mask provocare danni soprattutto psicologici più che fisici (come quando trasforma Kafei in un bambino, il quale non subisce nessun danno fisico, ma soffre per la situazione in cui si trova). Anche quando si trasforma in Majora's Incarnation prevale il suo lato infantile, quando balla e canta in modo fastidioso.
Inoltre in Animal Crossing: Let's Go to the City nel negozio di Tom Nook puoi ottenere la Majora's Mask scambiandola per 6.000 punti al Servizio Raccolta Punti.

## Mamamu Yan
Mamamu Yan è una donna piuttosto corpulenta che gestisce la corsa dei cani nel Romani Ranch. Il gioco consiste nello scegliere un cagnolino che possa arrivare per primo (è meglio utilizzare la Mask of Truth). Se il cagnolino scelto arriverà per primo e se si ottengono più di 150 rupie, Mamamu Yan darà a Link un pezzo di cuore
- Il personaggio è presente anche in Ocarina of Time, dove era una signora di Hyrule Castle Town che aveva perso il suo cagnolino chiamato Richard (che è uguale a tutti i cani di Majora Mask).

## Sindaco Dotour
È il sindaco di Cronopoli, un uomo estremamente indeciso che non riesce a risolvere la questione, sollevata da Mutoh e da Viscen, sull'abbandonare o no Clock Town. Solo con la Couple Mask, Dotour riesce a prendere una decisione: ognuno è libero di fare quello che ritiene più saggio. È sposato con Madame Aroma.

## Mikau
È il chitarrista degli Indigo-Go's, e amante di Lulù. La sua storia è come quella di Darmani: viene trovato moribondo da Link, in mezzo al mare, e riportato a riva. Qui, Mikau spiega a Link che nel tentativo di riprendersi le uova di Zora, è stato ferito a morte dai pirati, che sono appunto i ladri. Dopo aver suonato e cantato un'ultima canzone, si accascia a terra e muore. Link gli suona la Melodia del Ristoro per curargli lo spirito e poi lo seppellisce e ottiene la Maschera Zora, abbassando rispettosamente la testa per qualche istante. Questo è forse l'episodio più toccante e commovente dell'intero gioco. Con la forma di Zora, Link può nuotare sott'acqua e camminare nel fondo del mare. Per sconfiggere i nemici può difendersi con calci e pugni oppure utilizzare i Boomerang. Può ovviamente competere con gli Zora e suonare addirittura nel concerto degli Indigo-Go's, proprio come faceva il defunto Mikau.

## Scimmie
Sono quattro scimmiette, di cui tre chiedono a Link di liberare la quarta, accusata di avere rapito la Principessa Deku. Questa scimmietta insegnerà a Link la Sonata of Awakening per entrare a Woodfall.

## Mr. Barten
È il proprietario del Milk Bar nella zona est di Clock Town. Durante il giorno fa le pulizie, per preparare il bar bello pulito entro le dieci di sera e nel frattempo chiacchiera con Gorman. Di sera offre una bottiglia di latte normale per 20 rupie e una di latte del Romani Ranch per 200 rupie. Dopo le dieci di sera si rifiuta di far entrare nel bar coloro che non hanno la Romani's Mask.
- Il personaggio è stato preso dal proprietario del Lon Lon Ranch (Talon) di Ocarina of Time.

## Maestro Tek
Tek è il capo della squadra di carpentieri che lavorano dall'alba del primo giorno fino al tramonto del terzo giorno per ultimare la torre dei fuochi d'artificio per il Carnival of Time. Lo si vede sempre con le braccia incrociate e a ridere di qualcuno. Non vuole assolutamente lasciare la città, perché non crede che la Luna possa cadere su Termina, la ritiene una sciocchezza inventata da qualcuno, anche se nutre qualche timore pure lui. Durante la notte del terzo giorno, sta da solo vicino alla torre costruita dai suoi uomini e urla alla Luna sfidandola, incurante del pericolo incombente. Si dice che quest'uomo abbia dei figli (che sono fuggiti dalla città per paura della luna) e anche una moglie (scomparsa durante la sua discussione con Viscen ed il sindaco). Mutoh è molto arrabbiato con Kafei, perché non tollera il suo atteggiamento e la sua scomparsa, per questi motivi lo paragona ai suoi figli (lo crede infantile).
- Il personaggio è preso dal capo dei carpentieri in Ocarina of Time (in cui ha un figlio che odia tutto il mondo e se ne sta solo, di notte, al Kakariko Village) e lo ritroviamo anche in The Minish Cap, sempre con lo stesso ruolo.

## Vecchietta
Questa vecchietta gestisce un negozio di bombe insieme al figlio. Nella mezzanotte del primo giorno viene attaccata dal ladro Sakon mentre attraversa la zona Nord di Clock Town. Se Link la difende lei gli darà una maschera capace di fare esplodere i massi e/o alcuni nemici (come i Dodongos). Per completare la subquest tra Kafei e Anju, non deve essere salvata.

## Pamela
Pamela è una bimba che vive nella casa della musica nell'Ikana Canyon. Dentro casa nasconde suo padre, uno scienziato che studia i Ghibdo, che si sta trasformando in una mummia a causa della maschera Ghibdo. Se Link lo cura con la Melodia del Ristoro, avrà la maschera. Pamela è molto protettiva verso suo padre, e cerca di non fargli vedere nulla di strano, perché è sempre pronto a iniziare nuove e pericolose ricerche.

## Piratesse
Sono un gruppo di donne dedite alla pirateria, ed hanno il loro rifugio nascosto vicino all'oceano. Sono state ingaggiate dallo Skull Kid per prendere le uova di Lulu. Tentano inoltre di entrare nel Great Bay Temple, ma vengono spazzate dai venti vorticosi che lo circondano.
- Questo gruppo compare anche in Ocarina of Time col nome di Gerudo, la razza che abita vicino al deserto, e dal quale sono nati Ganondorf, il loro re (unico uomo che loro rispettano), e Nabooru, seconda nel comando solo a Ganondorf (che diventerà Spirit Sage). Sebbene siano ladre, hanno una gerarchia bene organizzata, e le varie classi sociali si distinguono dai loro abiti e rossetti.

## Postino
È il postino di Cronopoli. Gira dentro la città due volte al giorno, prima per prelevare e poi per consegnare le lettere. Quando non è in giro, resta in ufficio (dove vive) e fa esercizi mentali; e invita Link ad esercitarsi con lui e gli regala un pezzo di cuore se riesce nell'esercizio (deve contare fino a dieci senza guardare l'orologio). È maniacalmente attaccato al suo dovere, e fino all'ultimo non lascerà la città perché deve lavorare. Nell'ultima notte vorrebbe scappare dalla città, ma "non può, perché nessuno glielo ha permesso". Così arriva all'insano tentativo di scriversi una lettera in cui si chiede se può fuggire, ma senza successo. Se Link gli porta una lettera che lo libera da ogni vincolo (è la lettera che Kafei ha scritto per sua madre. Viene consegnata a Link il terzo giorno dal proprietario del Curiosity shop, e il giocatore può scegliere se consegnarla alla destinataria o darla al postino), lui scapperà via saltellando felice dopo avergli dato il Postman's Hat. Nella notte del secondo giorno, esce di casa e va a imbucare la lettera citata in precedenza.
- Il personaggio è presente anche in The Minish Cap e ricorda molto il corridore Jiharu di Ocarina of Time.

## Romani
È la sorella minore di Cremia, e passa il tempo ad esercitarsi con l'arco per difendere le mucche da "loro" (ogni anno prima del Carnival of Time, alcuni Alieni attaccano il ranch per rubare le mucche); se fallisce nel difenderle, anche lei verrà rapita. È molto simpatica e loquace; dà a Link il soprannome di grasshopper (cavalletta), perché è verde e quando cammina sull'erba fa rumore. In alcuni momenti parla di sé in terza persona. Inoltre, insegna a Link la Canzone di Epona.
- Il personaggio è preso dalla Malon bambina di Ocarina of Time, e anche lì viveva in un ranch e insegnava a Link la Canzone di Epona.

## Judo & Marilla, le sorelle Rosa
Sono le gemelle danzatrici del Circo di Gorman, si chiamano Marilla e Judo, che di notte si esercitano nella zona est di Cronopoli. Se Link gli balla davanti con la Maschera di Kamaro, insegnando loro i passi che volevano e avrà un pezzo di cuore. Di giorno sono allo Stock Pot Inn, pensando ai passi da fare. Una è nella camera prenotata dagli artisti, l'altra passeggia in giro per la locanda.

## Sakon
È il ladro dalla faccia sempre sorridente (grinning face). È lui che ruba la Sun Mask a Kafei, e cerca di derubare la proprietaria del Bomb Shop nella mezzanotte del primo giorno. La roba che ruba viene portata al Curiosity Shop. Il suo nascondiglio si trova nell'Ikana Canyon, protetto da un enorme macigno che solo lui può aprire. Dentro il nascondiglio, c'è un meccanismo a difesa della Sun Mask, il quale la fa cadere in un pozzo dopo un certo tempo. Se Link e Kafei (aiutandosi con dei pulsanti che rallentano il meccanismo) riescono a riprendersi la maschera, allora Kafei potrà sposare Anju.
È l'unico umano che Link può disarmare quando difende la vecchietta.
- Il suo personaggio è preso dal ragazzo di Hyrule Castle Town che si muove saltellando da una bancarella all'altra con molta fretta in Ocarina of Time

## Ippocampo
È il cavalluccio marino dato a Link dal pescatore in riva all'oceano. Chiederà a Link di portarlo a Pinnacle Rock (una specie di abisso) e di liberare una sua amica prigioniera dei serpenti marini. Se Link la libera, riceverà un pezzo di cuore. Inoltre, tra i buchi dell'abisso, ci sono anche 3 delle 7 uova Zora che Mikau stava cercando, e che Link deve portare al Laboratorio.

## Shiro
È un soldato che si trova nel covo delle Piratessa; Link lo può veder solo attraverso la Lens of Truth. Dice di avere chiesto aiuto per molto tempo, ma nessuno lo notava. In cambio di un po' di pozione rossa, darà a Link la Stone Mask.

## Skull Kid, Bambino Perduto
È l'antagonista di questa avventura, che ruba Majora's Mask dal Venditore di maschere. Cerca di distruggere Termina facendo precipitare la Luna sul mondo stesso.
- Skull Kid è lo stesso personaggio che Link incontra nei Lost Woods in Ocarina of Time: in quella occasione, Link gli aveva suonato la Saria's Song in cambio di un pezzo di cuore; ad avvalorare questa certezza c'è una frase detta dallo Skull Kid dopo che Link ha sconfitto Majora's Mask: «You smell like the fairy kid who taught me that song in the woods» («Odori come il ragazzo con la fata che mi ha insegnato quella canzone nei boschi»). Nella schermata finale si vede un tronco tagliato su cui lo Skull Kid ha disegnato i Quattro giganti, lui, Link e le fatine; e si sente la musichetta dei Lost Woods.

## Zubora & Gabora
Sono i fabbri che vivono nel cottage del Mountain Village. Il primo dei due è un Hylia, l'altro è un grande ammasso di ferro. Link può temperare la sua spada normalmente o usando dell'oro puro vinto con la corsa dei Goron (nel secondo caso, il lavoro dei fabbri è duraturo, mentre con la prima lavorazione, la tempera dura solo 100 colpi)

## Padre di Tingle
È il proprietario del tiro a segno delle paludi. È molto simile al proprietario del tiro a segno di Clock Town e dell'uomo della gara di fotografia (stesso modello, facce diverse).
- Questo personaggio lo ritroviamo in Ocarina of Time nei panni del proprietario di un gioco d'azzardo a Hyrule Castle Town.

## Maestro di Spada
È un uomo che gestisce una scuola in cui si insegnano, previo pagamento, le mosse per attaccare il nemico con la spada. Abita nella parte ovest di Clock Town. Quando mancano cinque ore alla collisione è accovacciato nel retro della scuola e trema dalla paura.
- Questo personaggio lo si incontra nell'Haunted Wasteland (il deserto) in Ocarina of Time, nei panni di un venditore che, per 300 rupie, vende una cosa a sorpresa (che alla fine si rivela essere una scorta di Bombchu, quindi il venditore truffa Link)

## Taya & Tael
Sono due fatine (fratello e sorella) che, per caso, incontrano lo Skull Kid (prima che questo venisse posseduto da Majora's Mask) e fanno amicizia. Quando attaccano Link, Taya si intrattiene per fermarlo, e viene divisa dal fratello Tael. Taya è una fatina un po' arrogante e svogliata e non fa altro che pensare al fratello, per tutto il tempo. Malgrado il suo carattere, Link potrà contare su di lei nel corso della sua avventura

## I Giganti Guardiani
Sono quattro giganti, che appaiono con delle gambe lunghissime, senza il busto, e con delle braccia che partono dall'enorme testa; hanno la pelle rossa e la barba verde. In passato hanno protetto Termina dai pericoli, e furono visti come dèi; al tempo in cui Link si trovava a Termina, erano pressoché dimenticati. Quando i quattro giganti si separarono e si diressero ognuno verso un punto cardinale diverso (per proteggere le corrispondenti aree) lo Skull Kid, loro amico, si sentì abbandonato. Egli, usando i poteri di Majora's Mask, si vendicò intrappolandoli in quattro maschere malefiche e chiudendoli in quattro templi. I quattro giganti vengono chiamati ad ogni Carnival of Time alla Clock Tower, per propiziare un buon raccolto. Anche Link dovrà chiamarli dalla Clock Tower (usando la Oath to Order) per fermare la Luna.
Potrebbero essere associati ai Quattro Re Celesti del Buddhismo, delle divinità che (come i Giganti) sorvegliavano i quattro punti cardinali.

## Kaegopa Gaebora
È il grande gufo che Link incontra a Woodfall; il gufo aspetta da molto tempo un eroe che riesca a salvare Termina, e guida Link nelle sue avventure. Grazie alle owl statues (statue del gufo), Link può spostarsi velocemente su tutta Termina.
- Questo personaggio lo ritroviamo in Link's Awakening come protettore del sogno del Wind Fish e in Ocarina of Time e Four Swords Adventures col nome di Kaepora Gaepora, sempre col ruolo di guida per Link.

## Tingle
Tingle è un uomo di 35 anni, che però si rifiuta di crescere; è alla continua ricerca di una fata tutta per sé (crede di essere una specie di Kokiri). Come lavoro vende mappe, che disegna mentre è sospeso in aria grazie ad un palloncino rosso. Se Link vuole parlargli, deve fare scoppiare il palloncino per fare cadere Tingle. È il figlio dell'uomo della gara di fotografia: infatti, quando Link incontra quest'ultimo, lui parla tra sé e sé su qualcuno che si comporta in uno strano modo per la sua età. Se Link gli porta una fotografia di Tingle, gli darà un pezzo di cuore (oltre a chiedergli di dire a Tingle di non vestirsi in quella maniera).
- Questo personaggio appare anche in altri episodi, come The Wind Waker, Four Sword e The Minish Cap, dove appaiono anche dei suoi parenti, vestiti come lui ma con colori diversi. Tingle è anche il protagonista di un RPG per Nintendo DS intitolato Freshly-Picked Tingle's Rosy Rupeeland, e nel seguito Irozuki Tingle no Koi no Balloon Trip.

## Toto
È il manager degli Indigo-Go's. È un pesce basso e tarchiato, con bombetta e gilet bleu. Lo si trova alla residenza del sindaco e al Bar Latteo.
- Toto potrebbe essere paragonato al re degli Zora presente in "Ocarina of Time", anche se la corporatura è decisamente differente.

## Proprietaria della Sala della Fortuna
È una ragazza dai capelli blu che gestisce il gioco d'azzardo nella parte Est di Clock Town. Farà degli sconti a Link se questo si presenterà come Deku o come Zora. Il gioco può essere affrontato solo da Link - Darmani
- La ritroviamo in Ocarina of Time come gestore del gioco delle Bombchu a Hyrule Castle Town, e in The Minish Cap come assistente alle poste.

## Viscen
Viscen è il capitano delle guardie di Clock Town. Non va molto d'accordo con Mutoh, perché quest'ultimo non crede che la Luna stia per cadere. Viscen cerca di convincere il sindaco Dotour a fare evacuare la città immediatamente per cercare riparo. Quando il sindaco decide che ognuno è libero di fare quello che ritiene più saggio, Viscen e le guardie restano nella città. Durante il terzo giorno le guardie si tengono una mano sul cuore e dicono a Link di fuggire più in fretta che può.

## Zelda
Sebbene appartenga alla saga di Zelda, in questo gioco la Principessa di Hyrule appare solo per pochi attimi, quando Link rientra in possesso dell'Ocarina of Time. Al solo tocco, Link ricorda quando Zelda gli ha affidato l'Ocarina e gli ha ricordato la Song of Time.
- Ovviamente questo personaggio appare in quasi tutti gli altri episodi della saga (in alcuni è solo nominata, come in Link's Awakening)